# 적상초등학교
적상초등학교는 대한민국 전북특별자치도 무주군 적상면 사산리에 있는 공립 초등학교다.

## 학교 연혁
- 1923년 5월 20일 적상공립보통학교 개교
- 1938년 4월 1일 적상공립심상소학교로 개칭
- 1941년 4월 1일 적상공립국민학교로 개칭
- 1981년 3월 1일 병설유치원 개원
- 1987년 3월 1일 특수학급(1학급) 설치
- 1991년 3월 1일 마산분교 폐교
- 1996년 3월 1일 적상초등학교로 개칭
- 2008년 2월 29일 삼방초등학교 통폐합
- 2019년 12월 31일 제95회 졸업(총 4,971명)
- 2020년 9월 1일 제37대 허윤종 교장 부임

## 참고 자료
- 적상초등학교 - 한국교육학술정보원 학교알리미